# 高棘棘花鮨
高棘棘花鮨，又稱高棘棘花鱸，為輻鰭魚綱鱸形目鱸亞目鮨科的其中一種，分布於西北太平洋日本伊豆半島海域，棲息深度可達40公尺，體長可達4.5公分，生活在岩礁區，為底棲性魚類，屬肉食性，生活習性不明。